# 伏見藩
伏見藩（ふしみはん）は、江戸時代初期、山城国伏見（現在の京都府京都市伏見区）の伏見城を城地としていた藩。大坂の陣前後、松平定勝が伏見城代を務めるとともに、伏見周辺と近江国内に5万石を領した時期をこう捉えることがある。

## 藩史

### 前史
伏見城は3度に渡って築城された。文禄元年（1592年）に豊臣秀吉が指月に築城を開始したが、文禄5年（1596年）に伏見の大地震によって倒壊（指月伏見城）。近隣の木幡山（桃山丘陵）に新たな伏見城が建設された（木幡山伏見城）。慶長3年（1598年）に秀吉が伏見城で死去すると、翌慶長4年（1599年）3月には徳川家康が留守居役として伏見城に入城し、豊臣政権下の徳川家康の上方における居城となった（ただし家康は同年9月に大坂城に移った）。慶長5年（1600年）、伏見城は関ヶ原の戦いの前哨戦である伏見城の戦いで焼失した。
慶長5年（1600年）、伏見城代であった松平忠明が伏見の町奉行を兼ねた。これが伏見奉行の起源とされるが、伏見の民政については伏見廃城に伴い、元和9年12月（1624年1月）に小堀政一が登場するまでは不明な点が多い。
家康は慶長7年（1602年）までに伏見城を再建した。慶長8年（1603年）に家康が伏見城で将軍宣下を受け、慶長10年（1605年）には徳川秀忠が同様に将軍宣下を受けるなど、徳川家の上方における拠点として機能した。伏見城は大御所と将軍が上洛した際の居城とされた。伏見城代のもとには在番2組が置かれた（慶長6年（1601年）には旗本春日景定（2000石）が与力30騎を預かって大手門守衛を務め、慶長7年（1602年）には柘植清広が鉄砲足軽（同心）を預かって御門番を務めた:114）。

### 松平定勝の時代
慶長12年（1607年）、徳川家康が駿府城を居城と定めて移ると、異父弟で遠江国掛川藩（3万石）藩主であった松平定勝を伏見城代に任じた。2万石の加増を受けての転封であり、伏見周辺と近江国内に5万石を領した。これを「伏見藩」の成立と捉える考え方がある。
ただし後の大坂城代では、特に初期では城代に任じられ畿内に所領を与えられた大名は領国を引き払い大坂城に入っているが、本丸警護の大番在番や城下町を支配する町奉行等が別個に任じられているためこれを「大坂藩」とは呼べず、「「大坂城代藩」とでもいうことができる」と評されている。これに従えば定勝も「伏見藩」主でなく、「伏見城代藩」主となる。
大坂の陣での豊臣氏滅亡後、元和3年（1617年）、定勝は伊勢桑名藩（6万石）へ加増移封されて転出した。これによって「伏見藩」は廃藩となったと捉えられる。

### 後史
豊臣氏滅亡後、伏見城は重要拠点としてみなされなくなった。
元和3年（1617年）の定勝転出後、摂津高槻藩（4万石）藩主の内藤信正が伏見城代に任じられるとともに、摂津国内に加増転封された。
元和5年（1619年）には伏見城の廃城が決定、破却が開始された。伏見城代および在番士は大坂城（それまで大坂城は松平忠明の大坂藩であった）に移動することとなった。内藤信正は元和5年（1619年）7月、初代大坂城代として転出した。元和9年（1623年）に徳川家光が伏見城にて将軍宣下を受けたが、これはまだ破却を免れていた建物に装飾を加えて行われた。
伏見城の「廃城」時期については、元和9年（1623年）、寛永元年（1624年）、寛永2年（1625年）:114とさまざまな捉え方がある。
伏見廃城に伴う措置として、元和9年（1623年）に遠江国掛川藩主松平定綱（定勝の三男）に淀城の築城が命じられ、淀藩が立藩した（『日本史広辞典』は立藩を寛永2年（1625年）とする）。淀城の築城には伏見城の資材が転用された。伏見城の天守は二条城に移築された。寛永2年（1625年）、伏見城の門番を務めていた2組（春日組と柘植組）も二条城に移転し、二条城御門番組となった:114。
元和9年12月（1624年1月）、伏見城下には伏見奉行が置かれ、小堀遠州が任ぜられる。寛永9年（1632年）、伏見城南方清水谷にあった奉行所と六地蔵西町の小堀遠江守屋敷を、伏見城西方常磐町の富田信濃守屋敷跡に移転新築。そしてのちの奉行所も幕末までその屋敷に置かれることになる。

## 歴代藩主

### 松平（久松）家
親藩 - 5万石
| 代 | 氏名 | よみ     | 官位・官職            | 在任期間                           | 備考                           |
| -- | ---- | -------- | --------------------- | ---------------------------------- | ------------------------------ |
| 1  | 定勝 | さだかつ | 従四位下 左近衛権少将 | 慶長12年 – 元和3年 1607年 – 1617年 | 久松俊勝の4男 徳川家康の異父弟 |